# Розолина
Розолина (итал. Rosolina) је насеље у Италији у округу Ровиго, региону Венето.
Према процени из 2011. у насељу је живело 5185 становника. Насеље се налази на надморској висини од 0 м.

## Становништво
Према резултатима пописа становништва 2011. у општини је живело 6.481 становника.
| 1931. | 1936. | 1951. | 1961. | 1971. | 1981. | 1991. | 2001. | 2011. |
| ----- | ----- | ----- | ----- | ----- | ----- | ----- | ----- | ----- |
| 4.638 | 5.135 | 5.104 | 4.320 | 4.912 | 5.537 | 5.675 | 6.144 | 6.481 |

## Партнерски градови
- Taicang
- Суџоу